# Crenicichla cyanonotus
Crenicichla cyanonotus är en fiskart som beskrevs av Cope, 1870. Crenicichla cyanonotus ingår i släktet Crenicichla och familjen Cichlidae. Inga underarter finns listade i Catalogue of Life.